# イルゼ・アイヒンガー
イルゼ・アイヒンガー（Ilse Aichinger、1921年11月1日 - 2016年11月11日）は、オーストリアの作家。

## 経歴
双子の姉妹ヘルガとともにウィーンに生まれる。父は教師、母はユダヤ人で医師であったが、姉妹がまだ幼いころに離婚し、以後母方の家庭で育てられた。1938年にオーストリアがナチス・ドイツに併合されると母は仕事を失い強制労働を課せられ、1939年には一家で亡命をこころみるが、ヘルガがイギリスに渡った直後に第二次世界大戦が始まり他の家族はウィーンに残された。イルゼは知人に匿われながら母とともに戦争と迫害を生き延びたものの、この間に祖母と叔父夫婦を強制収容所で失っている。
戦後は大学で医学を学ぶ一方、新聞や雑誌に短文の寄稿をはじめた。1947年、長編小説『より大きな希望』を発表、若手作家として認められるようになり、1952年には短編小説「鏡物語」が47年グループの会合でグループ賞を受けている。同年短編集『縛られた男』刊行。彼女の作品は現実と夢、生と死との交錯をシュルレアリスティックに、あるいは不条理に描くものが多く、しばしばカフカ的とも評された（もっとも彼女自身は当時カフカを読んだことがないと発言している）。1953年、47年グループで知り合ったギュンター・アイヒと結婚。以降は主に短編や放送劇の執筆を手がけ、1987年以降は目だった作品発表はなくなっているが、21世紀に入ってより新聞、雑誌のコラムを纏めた書物を相次いで刊行している。

## 受賞歴
- 1971年 ネリー・ザックス賞
- 1983年 フランツ・カフカ賞
- 1995年 オーストリア国家賞(de:Großer Österreichischer Staatspreis für Literatur)

## 日本語訳作品
- 『縛られた男』 （眞道杉,田中まり共訳、同学社） 2001年
- 『より大きな希望』（小林和貴子訳、東宣出版、はじめて出逢う世界のおはなし） 2016年